# Wayfarer
De Wayfarer (zwerver) is een houten of polyester sloep getuigde midzwaard zeiljol die doorgaans gebruikt wordt voor korte zeiltochtjes als een z.g. 'dagboot'. De boot is 4,82 m lang en voldoende breed en diep om drie volwassenen comfortabel te laten zeilen gedurende enkele uren. Ook worden er langere tochten mee gemaakt, de meest opmerkelijke door Frank Dye die met W48 'Wanderer' van Schotland naar IJsland is gevaren. De stabiliteit van de Wayfarer heeft ze populair gemaakt bij vrijwel alle Engelse zeilscholen.
Niet alleen is het een veelzijdige toer jol maar er worden ook wedstrijden gevaren met de Wayfarer met een SW-handicap van 113. Ofschoon ze vooral geschikt is voor ruim water en harde wind, heeft haar stabiliteit en zeewaardigheid ertoe geleid dat ze vooral wordt gebruikt als een gezinsboot in uiteenlopende locaties.
Sinds het originele ontwerp door Ian Proctor in 1957, zijn er vele versies van de Wayfarer geproduceerd. Wayfarers zijn te herkennen aan het gevleugelde W symbool op het grootzeil.

## Uitvoeringen
Gedurende de jaren zijn er vele uitvoeringen van de Wayfarer ontwikkeld die allemaal dezelfde rompvorm en maximum gewicht hebben.

### Mark I Hout
Dit is de originele houten Wayfarer met een hechthout (een soort multiplex) romp, ontworpen om door zowel door amateur bouwers als door gelicentieerde werven te worden gebouwd. De boot van Frank Dye, de bekende W48 'Wander', was uiteraard een Mark I en het bewijs van de robuuste constructie. De boot van Frank is tegenwoordig onderdeel van de collectie van het National Maritime Museum Cornwall in Falmouth. Andere boten in deze uitvoering varen, na 30 jaar, nog steeds wedstrijden op het hoogste niveau, en ze kunnen nog steeds gebouwd worden ofschoon de kosten door de inmiddels achterhaalde bouwmethoden tamelijk hoog zijn. De romp is een drievlaks constructie met twee knikken. Dit is een goed compromis tussen een eenvoudige constructie en stabiliteit. Zowel voor als achter bevinden zich drijfcompartimenten met grote waterdichte luiken die als opbergruimte kunnen worden gebruikt tijdens toertochten. Door het grote vloeroppervlak met voldoende ruimte onder de doft, kunnen er volwassenen slapen onder een dektent. De mast staat in een mastkoker en kan door een takel op de voorstag eenvoudig omlaag gekanteld worden om bruggen te passeren. Deze eigenschap treffen we aan in alle uitvoeringen net als vorm van de romp.

### Mark I Polyester
In 1965 werd een glasvezel/polyester variant geïntroduceerd die dezelfde indeling kreeg als zijn houten voorganger. Er zijn meer dan duizend exemplaren van dit model gemaakt en ze worden nog steeds op vele plaatsen in de wereld gebruikt. In tegenstelling tot latere polyester modellen had deze versie een groot waterdicht luik in de voorste drijfkast, wat prettig is tijdens toertochten, en een voorste schot dat doorloopt tot tegen het voordek. De Mark I heeft geen drijflichamen onder de zijdekken en zal daarom niet makkelijk doordraaien nadat ze is omgeslagen, iets waar latere uitvoeringen last van hadden. De mark I is ook gebouwd in een  composiet uitvoering met een polyester romp en een multiplex dek.

### Mark II Polyester
De Mark II werd geïntroduceerd in 1974, zogenaamd als een verbetering. De drijfkasten werden in de romp gelamineerd voor dat het dek er op ging. Zo ontstond tussen het voordek en de voorste drijfkast in een open bergruimte. Deze ruimte zou gebruikt kunnen worden voor een spinnaker chute maar dat werd indertijd niet toegestaan door de klassenvoorschriften. De voorste drijfkast had niet meer dan een klein rond inspectieluik waardoor de kast niet meer gebruikt kon worden als opbergruimte. Drijflichamen onder het zijdek gaven dit model de neiging door te draaien nadat ze was omgeslagen, zeilscholen hingen daarom sokken met polystyreen aan de mast. Door de kleinere afstand tussen de vloerdelen en de doft was het slapen aan boord ook minder comfortabel.
In 1986 werd een variant met een zelflozende kuip, de Mark II SD, geïntroduceerd. Dit was vooral nuttig voor boten die aan een meerboei werden gestald. Echter, het drijfvermogen van de dubbele vloer zorgde voor een groot inversiemoment waardoor ze snel door draaiden en moeilijk weer rechtop te krijgen waren. Eenmaal weer rechtop maakte het water in de kuip ze erg instabiel. Om dit gedrag te verbeteren zijn er later loospijpen door de achterste drijfkast aan het ontwerp toegevoegd.

### Mark 1A
Dit glasvezel/polyester model werd in 1987 ontwikkeld. Het combineert een aantal structurele verbeteringen van de Mark II met meer opbergruimte in de boeg. Een horizontaal schot splitst de voorste drijfkast in twee delen, elk deel had haar eigen grote waterdichte luik zodat er veilige opbergruimte ontstond. Nu mocht men eindelijk ook zeilend een luik openen zolang er ten minste maar een van de twee luiken dicht bleef.

### Wayfarer Plus S
In 1991 is de Wayfarer Plus S geïntroduceerd. Haar romp werd gemaakt met een sandwich constructie waardoor er een stijve boot ontstond die qua stijfheid en gewicht kon concurreren met de originele houten boten maar dan met de voordelen van glasvezel/polyester. De voorste drijfkast liep weer door tot aan het voordek zoals bij de Mark I. In toeruitvoering had ze een groot luik in het schot zodat de kast ook als bergruimte gebruikt kon worden.

### Wayfarer World
De Wayfarer world is in 1997 door Ian Proctor in samenwerking met zijn zoon Keith ontwikkeld. Het was de eerste boot die volledig in glasvezel/polyester werd gebouwd, zonder enig houtwerk. Ze heeft een losse (verwijderbare) bagage koffer, een zelflozende kuip en een spinnaker chute. De roerkoning is van aluminium. De Wayfarer World is de enige uitvoering met een genakker (en genakkerboom) die echter niet in wedstrijden mag worden gebruikt. Ze is vooral een goede toerboot, zo wordt er bijvoorbeeld regelmatig mee de Noordzee overgestoken.

### Wayfarer World S Type
De Wayfarer World S type is vrijwel identiek aan de gewone Wayfarer World alleen haar romp heeft dezelfde stijve sandwich-constructie als de Plus S uitvoering.

### Mark III
Dit glasvezel/polyester ontwerp werd door Abbott Boats in Canada gebouwd, de productie is gestopt na een brand in 2006.

### Mark IV (Hartley Wayfarer)
De Mark IV is in 2007 geïntroduceerd nadat het ontwerp gemoderniseerd was door Phil Morrison. De aanpassingen geven de glasvezel/polyester boot een moderne uitstraling en ze biedt meer binnenruimte. De Mark IV is makkelijker recht te zetten nadat ze is gekapseisd en is zelflozend door een dubbele bodem en twee grote looskleppen in de spiegel. De romp is ontworpen om "even snel maar niet sneller dan de snelste" te zijn, in vergelijking met oudere Wayfarers. De romp van de wedstrijdversie (Mark IV-S) wordt gebouwd met een stijve foam sandwich constructie, de goedkopere toerversie wordt met slechts een enkele dikke laag glasvezel/polyester gebouwd.
Enkele ervaren zeilers zijn van mening dat de ontwerpen die meer op de oorspronkelijke Mark 1 boot lijken beter geschikt zijn voor toerzeilers door hun grotere stabiliteit en bergruimte. De nieuwste versie draait erg makkelijk door als ze kapseist en is dan moeilijk weer recht te krijgen. Dat is de reden waarom veel toerzeilers de oudere ontwerpen prefereren.

## Boeken
- Frank Dye, Ocean-crossing Wayfarer, David and Charles (1977), ISBN 0-7153-7371-4.
- Lee Hughes, The Biggest Boat I Could Afford, Random House NZ (2004), ISBN 1-86941-608-2